# Ситник Василь Васильович
Васи́ль Васи́льович Си́тник (нар. 3 квітня 1937) — український радянський діяч, голова колгоспу «Перше травня» Попільнянського району Житомирської області. Член ЦК КПУ в 1986—1990 р.

## Біографія
Освіта вища. Член КПРС з 1966 року.
У 1970—1990-х рр. — голова колгоспу «Перше травня» села Парипси Попільнянського району Житомирської області.
Потім — на пенсії у селі Парипсах Попільнянського району Житомирської області.

## Нагороди
- ордени
- медалі